# 왕바랭이속
왕바랭이속(王---屬, 학명: Eleusine 엘레우시네[*])은 벼과의 속이다. 아시아, 아프리카 및 남아메리카에 분포하며, 한국에서는 왕바랭이 한 종이 자생한다. 손가락조는 식용작물로 재배된다.

## 하위 종
- 손가락조 E. coracana (L.) Gaertn.
- 왕바랭이 E. indica (L.) Gaertn.
- E. africana Kenn.-O'Byrne
- E. floccifolia Spreng.
- E. intermedia (Chiov.) S.M.Phillips
- E. jaegeri Pilg.
- E. kigeziensis S.M.Phillips
- E. multiflora Hochst. ex A.Rich.
- E. semisterilis S.M.Phillips
- E. tristachya (Lam.) Lam.